# ميغيل دياس
ميغيل دياس (بالهولندية: Miguel Dias)‏ (مواليد 1 أبريل 1968) هو ملاكم هولندي، مثّل بلاده في الألعاب الأولمبية الصيفية 1992.

## روابط خارجية
ميغيل دياس على موقع بوكس ريك (الإنجليزية) (registration required)
- ميغيل دياس على موقع أوليمبيديا (الإنجليزية)